# Eukoebelea sycomori
Eukoebelea sycomori är en stekelart som beskrevs av Wiebes 1968. Eukoebelea sycomori ingår i släktet Eukoebelea och familjen fikonsteklar.
Artens utbredningsområde är:
- Kenya.
- Tanzania.

Inga underarter finns listade i Catalogue of Life.